# غلامحسن اصغرزاده
غلامحسن اصغرزاده شاعر و متخلص به احسان در سال ۱۳۱۳ در شهر بروجرد متولد شد.

## فعالیت‌های ادبی
پدرش مرحوم عبدالکریم از سخنوران معاصر بروجرد بوده‌است. غلامحسن اصغرزاده (احسان) حدود ۴۰ سال در عرصهٔ شعر و ادب شهر بروجرد حضوری فعال داشت از جمله عضویت در انجمن ادبی دانشوران بروجرد که مؤسس آن هادی حایری (کورش) بود. در این گذر با مهرداد اوستا آشنا شد و چنان در قلب او جای گرفت که در کتاب گرانسنگ خود تیرانا از وی نام برده‌است. در همه قالبهای شعر طبع آزمایی نموده، به قطعه و خصوصاً موشحات علاقه‌مند بود. اشعار او دارای مضامین اجتماعی با صراحت لهجه خاص خود اوست. در ۲۰ شهریور سال ۱۳۸۵ درگذشت. به گزارش خبرگزاری مهر، مجموعه اشعار غلامحسن اصغرزاده در دفتر مرکز اسناد و شناسایی مفاخر بروجرد رونمایی شد؛ این کتاب توسط انتشارات سفیر اردهال در ۳۴۰ صفحه به تازگی منتشر شده‌است. این اولین مجموعه شعر غلامحسن اصغرزاده متخلص به «احسان» است که به کوشش خانواده این شاعر خوش قریحه و به اهتمام محمد گودرزی محقق بروجردی در قالب کتابی وزین به چاپ رسیده‌است.
در این کتاب ضمن گذری کوتاه بر زندگی پر از فراز و نشیب استاد غلامحسن اصغرزاده، بخش اصلی کتاب در برگیرنده سرودهایی است که شاعر در چندین دفتر نگاشته‌است و در کنار آن همچنین مجموعه شعرهایی گردآوری شده که در دو دهه چهل و پنجاه در نشریات به چاپ رسیده‌است.
نمونه‌ای از اشعار :
در چنگ گردون گر چه مشتی خاکی ای ماه
در چشم من روشنگر افلاکی ای ماه…
گر شیوهٔ اهل زمینت نیست از چیست
در هرزه گردی چابک و چالاکی ای ماه…
گویا تو همچون خاکیان بی‌اختیاری
کاین گونه سرگردان به گرد خاکی ای ماه…
همچنین:
ز شب شباب عمرم نگذشته گرچه پاسی
نه به هستی اعتنایی نه ز نیستی هراسی…
همه شب لباس راحت شده خصم خفتن من
چو فقیر تیره‌روزی که خزیده در پلاسی
ز جهان واقعیت نه عجب که دور ماندی
تو که بندهٔ گمانی تو که بردهٔ قیاسی